# Norrby kyrka
Norrby kyrka är en kyrkobyggnad som tillhör Norrby församling i Västerås stift. Kyrkan ligger i Norrby socken i Sala kommun, Västmanlands län (Uppland). Strax väster om kyrkan ligger Sagån som här utgör gräns mot landskapet Västmanland.

## Kyrkobyggnaden
Norrby kyrka har medeltida ursprung men har blivit ombyggd till sin nuvarande form vid slutet av 1800-talet. Kyrkobyggnaden har en stomme av sten och består av ett rektangulärt långhus som är indelat i tre skepp. Vid långhusets västra kortsida finns ett kyrktorn med ingång. Vid långhusets östra kortsida finns en vidbyggd sakristia som är lägre och smalare än långhuset.

### Tillkomst och ombyggnader
Ursprungliga stenkyrkan uppfördes troligen omkring år 1300. På 1500-talet gjordes en utbyggnad åt norr som kallades "finnkyrkan" eller "nykyrkan". Under 1600-talet och 1700-talet gjordes upprepade förstärkningsinsatser för att stabilisera valv och vapenhus. 1741 byggdes nya takvalv och samtidigt fick kyrkgolvet stenbeläggning. 1785 genomfördes en stor om- och tillbyggnad under ledning av murmästare Johan Sundberg. Södra vapenhuset revs och norra muren höjdes till samma nivå som den södra. Gamla yttertaket revs och ett nytt yttertak med kraftigare takstolar byggdes. Samtidigt förstorades fönsteröppningarna och grunden till kyrktornet lades. Nya stigluckor byggdes i kyrkogårdsmurens södra och östra sidor.

### Ombyggnad till nuvarande utseende
1887 genomfördes en kraftig ombyggnad efter ritningar av arkitekt Gustaf Dahl då kyrkan omdanades till nyromansk stil. Ombyggnaden som i princip var en nybyggnad innebar att ytterväggarna byggdes på och att det påbörjade kyrktornet från 1700-talet färdigställdes. Kyrkan förlängdes åt öster med nuvarande sakristia som är lägre och smalare än långhuset. Långhuset fick ett nytt högrest tak som täcktes med skiffer. Gamla valven revs och istället delades kyrkorummet upp i tre skepp med gjutjärnspelare. Alla takvalv är byggda av trä. Mittskeppet har ett tunnvalv som ligger högst i kyrkorummet. Sidoskeppen är försedda med kvartstunnvalv.

### Renoveringar på 1900-talet
1937 genomfördes en invändig ombyggnad efter program av arkitekt Viktor Segerstedt. Befintligt brädgolv med bottenbjälklag avlägsnades och marken under golvet dränerades. Nuvarande golv av hårdbränt tegel lades in. Sakristian fick väggfasta skåp med betsade luckor. Det runda korfönstret försågs med en glasmålning utförd av glaskonstnär John Österlund. En restaurering genomfördes 1960 under ledning av slottsarkitekt Ragnar Jonsson. Kyrkans västparti byggdes om och nuvarande bänkinredning sattes in. En muralmålning ovanför altaruppsatsen skapades av konservator Gösta Lindström.

## Inventarier
- Dopfunten av sten är från medeltiden och möjligen lika gammal som förra kyrkan.
- Altaruppsatsen i rokoko är tillverkad 1752 av Magnus Granlund. Altaruppsatsen är förgylld.
- Predikstolen är snidad 1647 av mäster Lars predikstolsmakare. 1758 övermålades de ursprungliga färgerna med förgyllning för att passa med altaruppsatsen. Vid ombyggnaden 1887 avlägsnades ljudtaket. Vid restaureringen 1960 sattes ljudtaket åter på plats.

### Orgel
- 1730 byggde Johan Niclas Cahman, Stockholm en orgel med 8 stämmor.
- Nuvarande orgel med 15 stämmor byggdes 1887 av E A Setterquist & Son, Örebro. Orgeln är mekanisk. Den blev avsynad, provspelad och godkänd lördagen 22 oktober 1887 av organisterna Per Erik Dahlström i Sala och Er. Elin i Västerlöfsta socken. Det påpekades vacker intonation och rätt klangfärg.[1] 1982 renoverades orgeln av Robert Gustavsson Orgelbyggeri AB, Härnösand.

| Huvudverk I         | Svällverk II      | Pedal       | Koppel    |
| Borduna 16´         | Rörflöjt 8´       | Subbas 16´  | I/P       |
| Principal 8´        | Salicional 8´     | Koralbas 4´ | II/I      |
| Flûte harmonique 8' | Principal 4'      | Basun 16'   | I 4'/I    |
| Gamba 8'            | Svegel 2'         |             | II 16'/II |
| Oktava 4'           | Crescendosvällare |             |           |
| Quinta 3'           |                   |             |           |
| Oktava 2'           |                   |             |           |
| Trumpet 8'          |                   |             |           |

## Bildgalleri

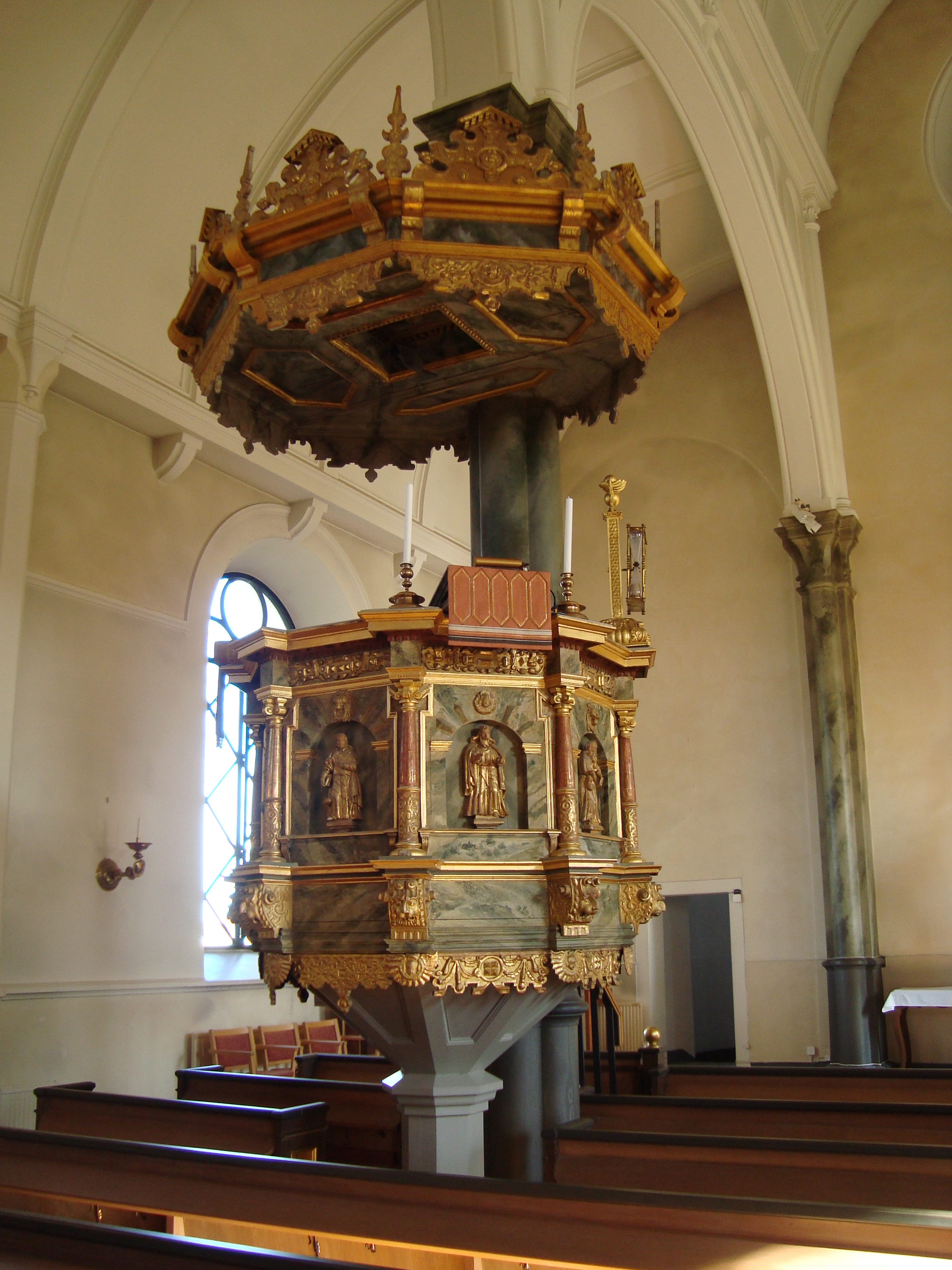
Predikstolen
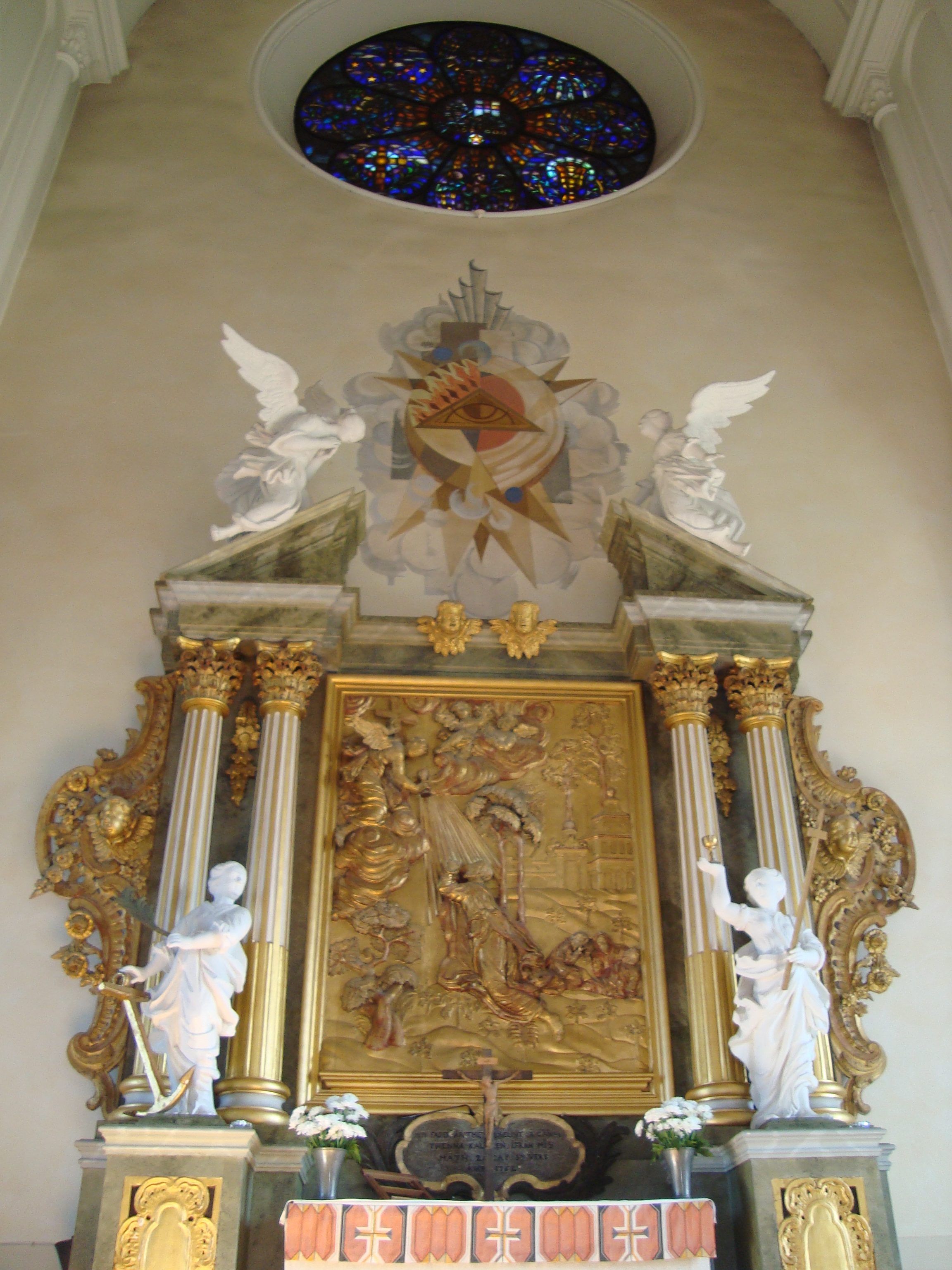
Altartavla och korfönster
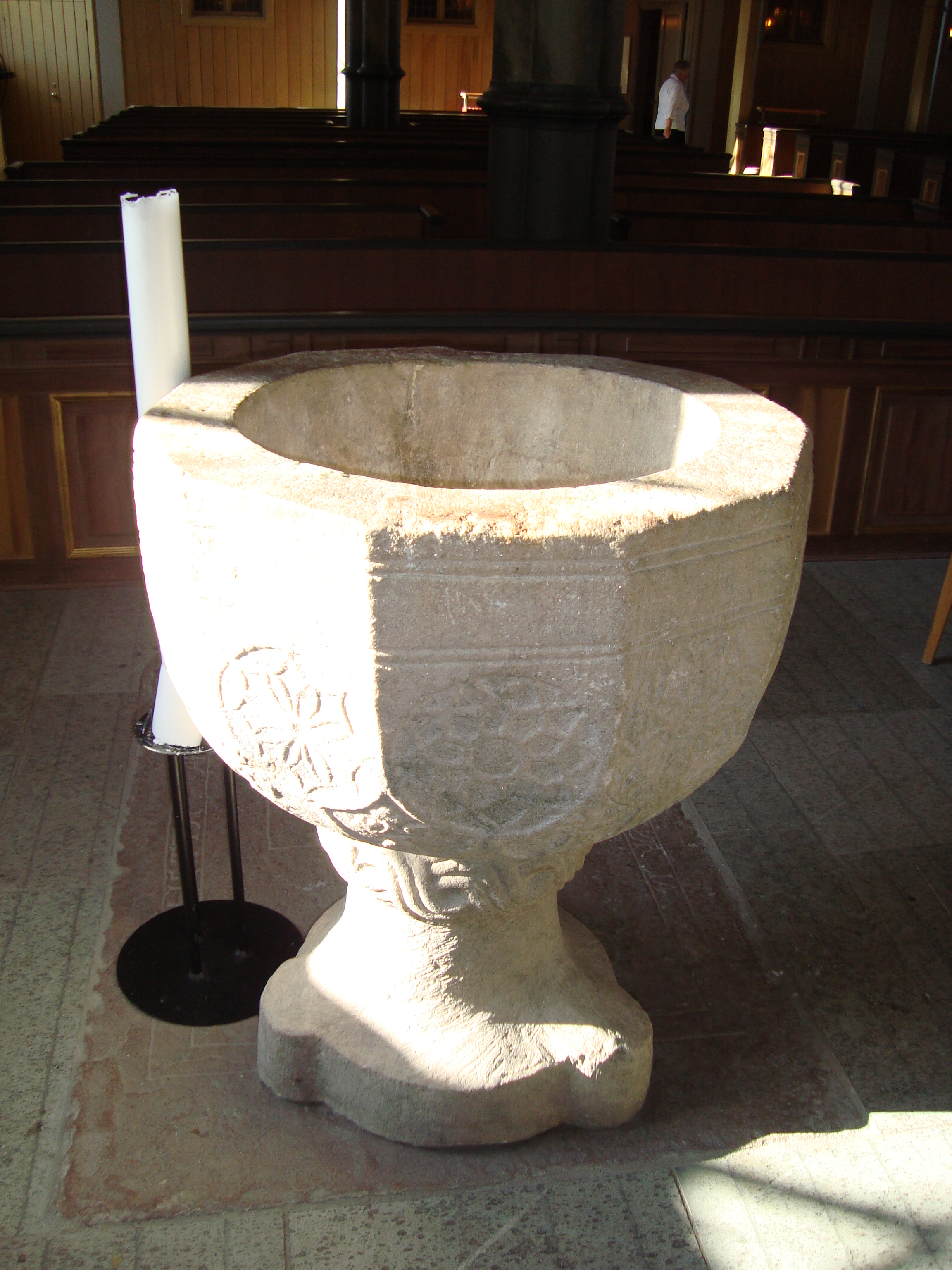
Dopfunten
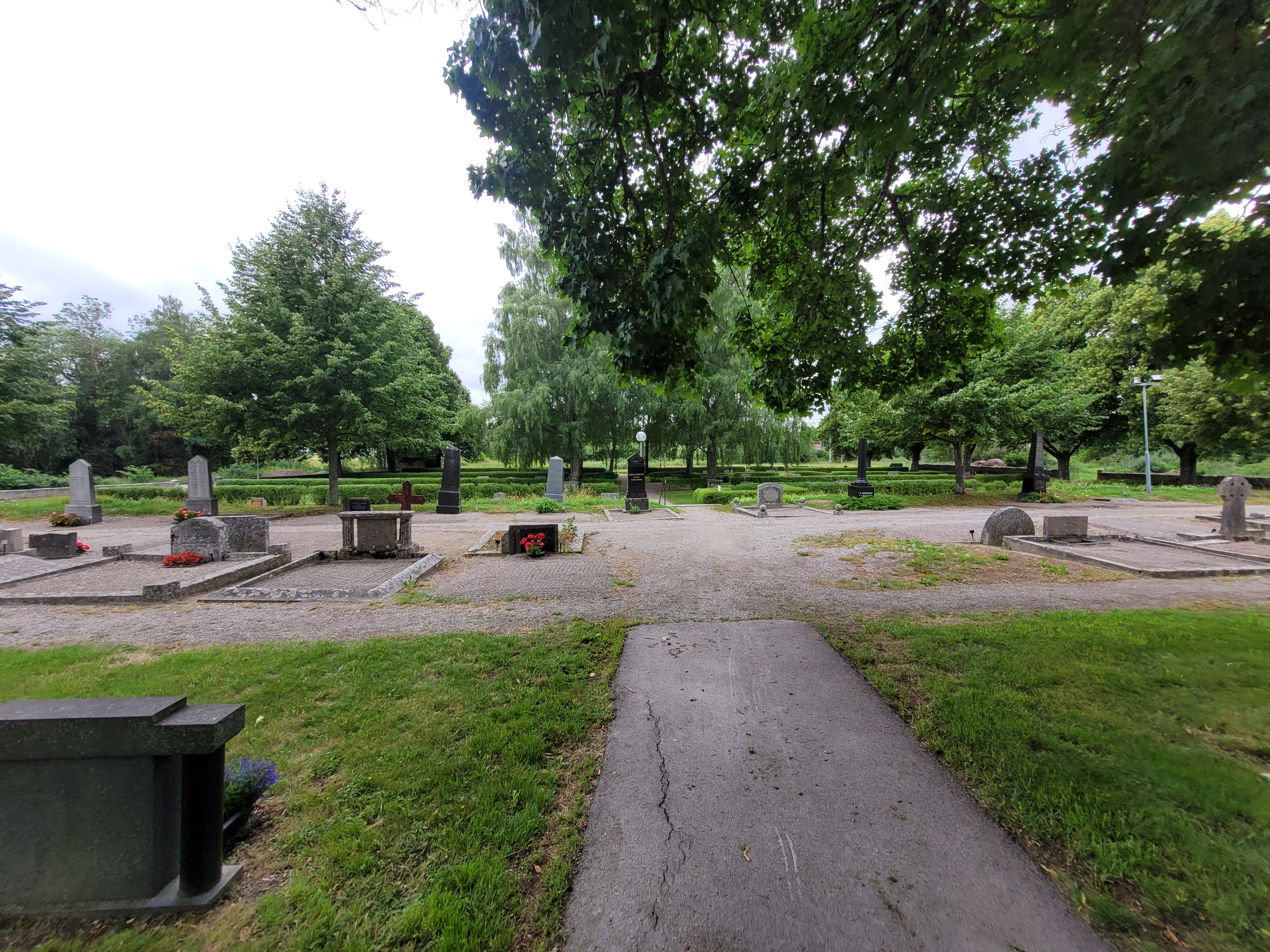
Kyrkogården
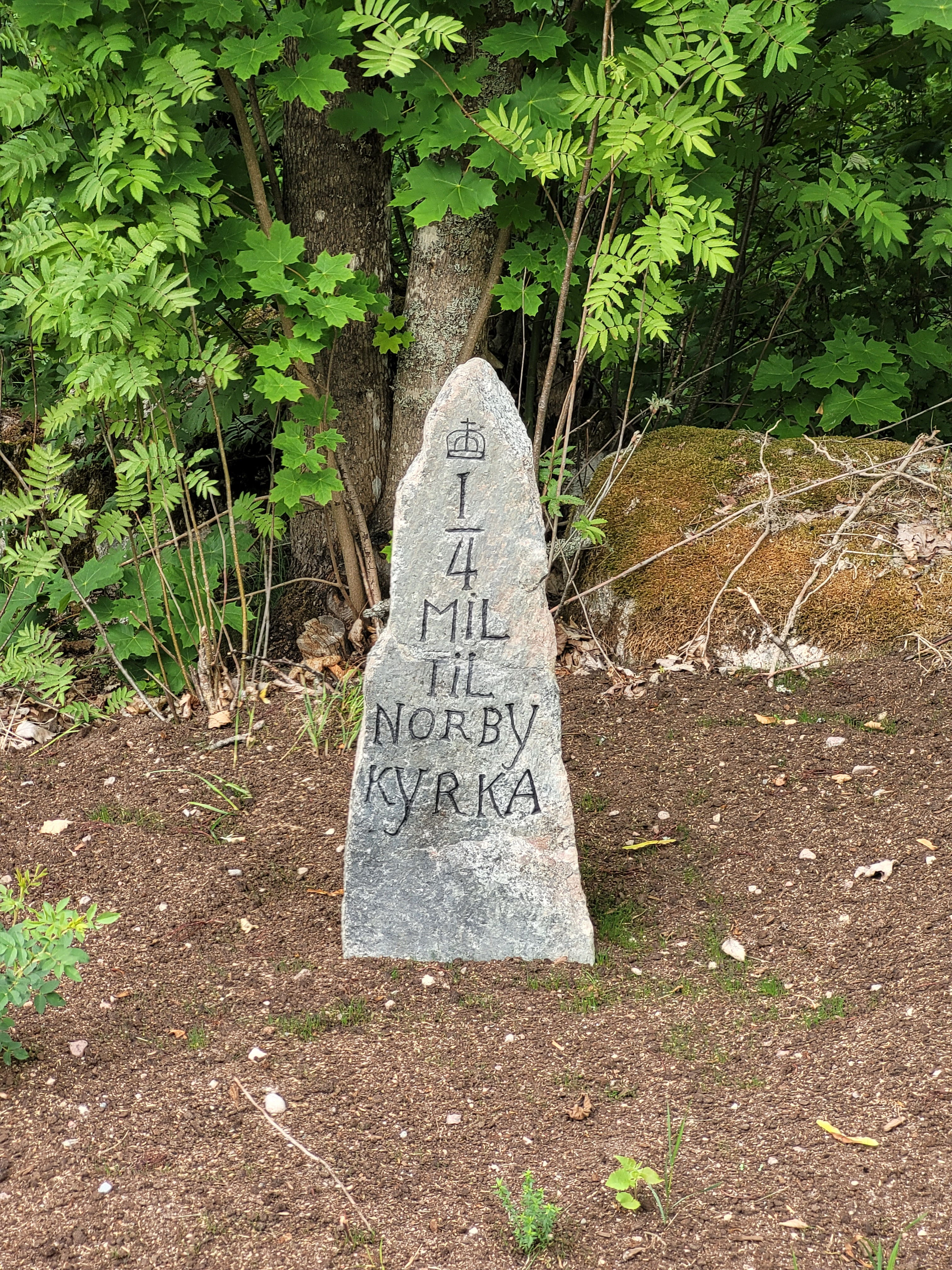
Milstolpe på vägen till kyrkan.